# Pasiragung
Pasiragung is een bestuurslaag in het regentschap Kuningan van de provincie West-Java, Indonesië. Pasiragung telt 546 inwoners (volkstelling 2010).